# Amsacta bicoloria
Amsacta bicoloria là một loài bướm đêm thuộc phân họ Arctiinae, họ Erebidae.